# Биедриньш, Андрис
Андрис Биедриньш (латыш. Andris Biedriņš; родился 2 апреля 1986 года) — латвийский баскетболист, выступавший за команды Национальной баскетбольной ассоциации «Голден Стэйт Уорриорз» и «Юта Джаз». Играет на позиции центрового. Он был выбран на драфте НБА 2004 года под 11-м номером. Биедриньш выступал за сборную Латвии на чемпионатах Европы 2007 и 2009 годов.

## Биография
Андрис Биедриньш родился и вырос в Риге, баскетболом занимался в школе Валдиса Валтерса. В сезоне 2002/2003 он попал в основной состав рижского клуба «Сконто». В латвийской баскетбольной лиге Биедриньш отыграл два сезона и принял участие в 69 играх, в которых в среднем набирал 9,1 очков, 6,4 подборов и 1,54 блок-шот при реализации 61,1% бросков с игры. В 2004 году он заранее выставил свою кандидатуру на драфт НБА и был выбран в первом раунде под 11-м номером командой «Голден Стэйт Уорриорз».
Биедриньш оказался в НБА в 18 лет и в своём первом сезоне был самым молодым игроком лиги. В первых двух сезонах за «Уорриорз», которых в это время тренировал Майк Монтгомери, Биедриньш получал мало игрового времени и не имел возможности проявить себя, будучи сменщиком основного центрового Адонала Фойла. Ситуация изменилась, когда команду в 2006 году возглавил опытный тренер Дон Нельсон, который доверил латвийцу место стартового центрового. Статистические показатели Биедриньша пошли в гору, в первых трёх сезонах под руководством Нельсона он в среднем за игру набрал более 9 очков и делал более 9 подборов, а в сезоне 2008/2009 делал дабл-дабл в среднем за игру — 11 очков и 11 подборов, также он отличался высоким процентом попаданий с игры — 62,6% в сезоне 2007/2008, что являлось лучшим результатом в лиге на тот момент.
Летом 2008 года Биедриньш стал ограниченно-свободным агентом, к нему присматривался ряд европейских клубов, но руководство «Уорриорз» решило сохранить игрока в команде и подписало с ним шестилетний контракт, по которому его зарплата составит 63 миллиона долларов.
10 июля 2013 «Уорриорз» отправили Биедриньша, Брендона Раша, Ричарда Джеффорсона и пять выборов на драфте в «Юта Джаз».  «Джаз» получили игроков, пять выборов и денежную компенсацию за Рэнди Фоя и Кевина Мёрфи. Биедриньш провёл 6 матчей, набрав 0,5 очков в среднем. 5 апреля 2014 «Юта» отчислила Биедриньша, чтобы освободить место в составе для подписания контракта с Эриком Мерфи.